# Venson Hamilton
Shad Venson Hamilton (* 11. August 1977 in Forest City) ist ein ehemaliger US-amerikanischer Basketballspieler. Seine Positionen sind die des Power Forwards oder Centers.
Hamilton besitzt auch die spanische Staatsbürgerschaft.

## Karriere
Venson Hamilton begann seine Laufbahn in der University of Nebraska, mit der er in der Saison 1998–99 zum Spieler des Jahres der Big 12 Conference gewählt wurde. 
Im NBA Draft 1999 wurde er von den Houston Rockets an 50. Stelle ausgewählt, entschied sich jedoch für einen Wechsel nach Italien, in die Lega Basket Serie A, wo er eine Saison für Record Napoli spielte. Nach einem halben Jahr in Polen, bei Prokom Trefl, kehrte er nach Italien zurück, und bestritt die zweite Saisonhälfte für den Zweitligisten Banco Populare Ragusa. 
Die darauffolgende Spielzeit war er, erneut in der Lega Basket Serie A, bei Sinteco Ferrara unter Vertrag, bevor er 2002 in die spanische LEB, zu Unelco Tenerife, ging, mit denen er den Aufstieg in die Liga ACB erreichte. 2003–04 gelang ihm selbiges mit auch mit Lagun Aro Bilbao, woraufhin ihn Joventut Badalona verpflichtete. 
Nach einer Saison bei den Katalanen wechselte er zum damals amtierenden Meister Real Madrid, mit denen er 2006/07 den ULEB Cup und die spanische Meisterschaft gewinnen konnte.

## Erfolge
- Spanische Meisterschaft: 2006/07 mit Real Madrid
- ULEB Cup: 2007 mit Real Madrid